# Kristianstads IK
Der Kristianstads IK ist ein 1966 gegründeter schwedischer Eishockeyklub aus Kristianstad. Die Mannschaft spielt seit 2023 in der drittklassigen Hockeyettan.

## Geschichte
Der Kristianstads IK wurde 1966 gegründet. Ab der Saison 1999/2000 nahm die Mannschaft regelmäßig am Spielbetrieb der drittklassigen Division 1, die inzwischen Hockeyettan genannt wird, teil.
2019 schaffte das Team den Aufstieg in die zweitklassige HockeyAllsvenskan. Aufgrund von finanziellen Problemen wurde dem Klub 2023 die Lizenz für die HockeyAllsvenskan verweigert, so dass sich der Klub in die Hockeyettan zurückzog.